# Bejcgyertyános
Bejcgyertyános is een plaats (község) en gemeente in het Hongaarse comitaat Vas. Bejcgyertyános telt 514 inwoners (2001).